# Reinwardtoena crassirostris
La paloma rabuda crestada o paloma de cola larga crestada (Reinwardtoena crassirostris) es una especie de ave columbiforme de la familia Columbidae endémica del archipiélago de las islas Salomón.

## Distribución y hábitat
Se encuentra en los bosques húmedos tropicales de todo el archipiélago tanto en las islas pertenecientes a las Islas Salomón como en las de Papúa Nueva Guinea. Está amenazada por la pérdida de hábitat.